# Maximiliano Guerrero
Maximiliano Gabriel Guerrero Peña (La Serena,Chile,15 de enero de 2000) es un futbolista profesional chileno que se desempeña como volante ofensivo o delantero y actualmente milita en Universidad de Chile de la Primera División de Chile.

## Trayectoria
Hijo del ex futbolista de Deportes La Serena Vladimir Guerrero Suazo, se integró a los 14 años a las divisiones inferiores de Deportes La Serena, a los 16 años se unió a las inferiores de Universidad de Chile. Su buen nivel lo llevó a ser considerado por Hernán Caputto para la selección chilena sub-17 para el Mundial de India 2017.
Pese a la experiencia mundialista, nunca vio minutos en el conjunto laico, por lo que regresó a Deportes La Serena. Debutó el 17 de febrero de 2019, cuando entró en los descuentos en el empate serenense frente a Copiapó por la Primera B de Chile 2019. Ese mismo año, su club quedó subcampeón de la fase regular del torneo y ganó la fase final de la promoción ascendiendo a la Primera División.
Para la temporada de 2020, fue enviado a préstamo a Rangers de Talca. En 2021, regresó a Deportes La Serena, y marcó su primer gol el 1 de mayo de 2021 en el triunfo de su club por 4 a 0 frente a Everton por la fecha 6 de la Primera división.
El 27 de diciembre de 2023 es anunciado su regreso a Universidad de Chile.

## Selección nacional

### Selecciones menores
Fue citado por el DT Hernán Caputto a participar en  en el Mundial de 2017. Sorprendentemente y luego de hacer un gran sudamericano, la selección caería contra Inglaterra (a la postra el campeón de dicho torneo) 0 a 4, perdieron también contra Irak por 0 a 3 y empataron finalmente contra México por 0 a 0 lo que lo dejaría en el cuarto lugar del grupo no teniendo chances de clasificar a la siguiente ronda como mejores tercero, aplastando así todas las posibilidades de pasar a la siguiente ronda. Participó del partido ante Inglaterra.
Fue convocado por el entrenador Eduardo Berizzo para ser parte de la sub-23, para participar en los Juegos Panamericanos de 2023. Debutó como titular en el debut de la fase de grupos en la categoría hombres sub-23 frente al cuadro de México, siendo el conjunto chileno quien se llevó la victoria y anotó el único gol de la victoria después de una pared con Damián Pizarro.

#### Participaciones en Copas del Mundo
| Competencia                 | Sede  | Resultado    | PJ | Goles |
| --------------------------- | ----- | ------------ | -- | ----- |
| Copa Mundial Sub-17 de 2017 | India | Primera fase | 1  | 0     |

#### Participaciones en Juegos
| Competición               | Sede     | Resultado        | Partidos | Goles | Asist. |
| ------------------------- | -------- | ---------------- | -------- | ----- | ------ |
| Juegos Panamericanos 2023 | Santiago | Medalla de plata | 5        | 2     | 0      |

#### Detalles de partidos
| Partidos internacionales con Selección Chilena Sub-23 | Partidos internacionales con Selección Chilena Sub-23 | Partidos internacionales con Selección Chilena Sub-23 | Partidos internacionales con Selección Chilena Sub-23 | Partidos internacionales con Selección Chilena Sub-23 | Partidos internacionales con Selección Chilena Sub-23 | Partidos internacionales con Selección Chilena Sub-23 | Partidos internacionales con Selección Chilena Sub-23 | Partidos internacionales con Selección Chilena Sub-23 |
| N.º                                                   | Fecha                                                 | Estadio                                               | Local                                                 | Resultado                                             | Visitante                                             | Goles                                                 | Asist.                                                | Competición                                           |
| ----------------------------------------------------- | ----------------------------------------------------- | ----------------------------------------------------- | ----------------------------------------------------- | ----------------------------------------------------- | ----------------------------------------------------- | ----------------------------------------------------- | ----------------------------------------------------- | ----------------------------------------------------- |
| 1                                                     | 23 de octubre de 2023                                 | Estadio Sausalito, Viña del Mar, Chile                | Chile                                                 | 1-0                                                   | México                                                | Anotado                                               |                                                       | Juegos Panamericanos 2023                             |
| 2                                                     | 26 de octubre de 2023                                 | Estadio Elías Figueroa, Valparaíso, Chile             | Chile                                                 | 1-0                                                   | Uruguay                                               |                                                       |                                                       | Juegos Panamericanos 2023                             |
| 3                                                     | 26 de octubre de 2023                                 | Estadio Sausalito, Viña del Mar, Chile                | Chile                                                 | 5-0                                                   | República Dominicana                                  |                                                       |                                                       | Juegos Panamericanos 2023                             |
| 4                                                     | 1 de noviembre de 2023                                | Estadio Elías Figueroa, Valparaíso, Chile             | Chile                                                 | 1-0                                                   | Estados Unidos                                        |                                                       |                                                       | Juegos Panamericanos 2023                             |
| 5                                                     | 4 de noviembre de 2023                                | Estadio Sausalito, Viña del Mar, Chile                | Chile                                                 | 1-1 (t. s.) 2-4p                                      | Brasil                                                | Anotado                                               |                                                       | Juegos Panamericanos 2023                             |
| Total                                                 | Total                                                 | Total                                                 | Presencias                                            | 5                                                     | Goles                                                 | 2                                                     | 0                                                     |                                                       |

### Selección adulta
Fue nominado por el entrenador Eduardo Berizzo para formar parte de la selección chilena adulta para enfrentar la fecha de clasificatorias para la Copa Mundial de Fútbol de 2026 ante Uruguay y Colombia. También fue convocado para la fecha doble ante Paraguay y Ecuador. 
Debutó por la selección adulta el 16 de noviembre de 2023, ingresando a los 78' por en reemplazo de Víctor Dávila. Tuvo un opaco desempeño en el empate en blanco entre ambas selecciones.

#### Copa América 2024
Fue nominado por Ricardo Gareca para disputar la Copa América 2024.

#### Participaciones en Clasificatorias a Copas del Mundo
| Eliminatorias                   | Resultado    | Posición | Partidos | Goles |
| ------------------------------- | ------------ | -------- | -------- | ----- |
| Eliminatorias Norteamérica 2026 | Disputándose | 8°       | 1        | 0     |

#### Participaciones en Copa América
| Torneo            | Sede           | Resultado      | Partidos | Goles | Asist. |
| ----------------- | -------------- | -------------- | -------- | ----- | ------ |
| Copa América 2024 | Estados Unidos | Fase de grupos | 0        | 0     | 0      |

### Partidos internacionales
Actualizado hasta el 16 de noviembre de 2023.
| Partidos internacionales | Partidos internacionales | Partidos internacionales            | Partidos internacionales | Partidos internacionales | Partidos internacionales | Partidos internacionales | Partidos internacionales | Partidos internacionales | Partidos internacionales          |
| N.º                      | Fecha                    | Estadio                             | Local                    | Resultado                | Visitante                | Goles                    | Asistencias              | DT                       | Competición                       |
| ------------------------ | ------------------------ | ----------------------------------- | ------------------------ | ------------------------ | ------------------------ | ------------------------ | ------------------------ | ------------------------ | --------------------------------- |
| 1                        | 16 de noviembre de 2023  | Estadio Monumental, Santiago, Chile | Chile                    | 0-0                      | Paraguay                 |                          |                          | Eduardo Berizzo          | Clasificatorias Norteamérica 2026 |
| Total                    | Total                    | Total                               | Presencias               | 1                        | Goles                    | 0                        | 0                        |                          |                                   |

| Selección chilena | Selección chilena | Selección chilena |
| Año               | Partidos          | Goles             |
| ----------------- | ----------------- | ----------------- |
| 2023              | 1                 | 0                 |
| Total             | 1                 | 0                 |

## Estadísticas

### Clubes
| Club                         |               | Temporada     | Liga  | Liga   | Liga  | Copas nacionales | Copas nacionales | Copas nacionales | Torneos internacionales | Torneos internacionales | Torneos internacionales | Total | Total  | Total |
| Club                         | Part.         | Temporada     | Goles | Asist. | Part. | Goles            | Asist.           | Part.            | Goles                   | Asist.                  | Part.                   | Goles | Asist. |       |
| ---------------------------- | ------------- | ------------- | ----- | ------ | ----- | ---------------- | ---------------- | ---------------- | ----------------------- | ----------------------- | ----------------------- | ----- | ------ | ----- |
| Deportes La Serena · Chile   | 2.ª           | 2019          | 1     | 0      | 0     | —                | —                | —                | —                       | —                       | —                       | 1     | 0      | 0     |
| Rangers · Chile              | 2.ª           | 2020          | 6     | 0      | 0     | —                | —                | —                | —                       | —                       | —                       | 6     | 0      | 0     |
| Rangers · Chile              | Total club    | Total club    | 6     | 0      | 0     | 0                | 0                | 0                | 0                       | 0                       | 0                       | 6     | 0      | 0     |
| Deportes La Serena · Chile   | 1.ª           | 2021          | 16    | 2      | 0     | 2                | 0                | 0                | —                       | —                       | —                       | 18    | 2      | 0     |
| Deportes La Serena · Chile   | 1.ª           | 2022          | 16    | 4      | 1     | —                | —                | —                | —                       | —                       | —                       | 16    | 4      | 1     |
| Deportes La Serena · Chile   | 2.ª           | 2023          | 23    | 3      | 5     | 2                | 0                | 0                | —                       | —                       | —                       | 25    | 3      | 5     |
| Deportes La Serena · Chile   | Total club    | Total club    | 56    | 9      | 6     | 4                | 0                | 0                | 0                       | 0                       | 0                       | 60    | 9      | 6     |
| Universidad de Chile · Chile | 1.ª           | 2024          | 27    | 6      | 5     | 4                | 0                | 1                | —                       | —                       | —                       | 31    | 6      | 6     |
| Universidad de Chile · Chile | 1.ª           | 2025          | 9     | 0      | 2     | 2                | 0                | 0                | 6                       | 0                       | 1                       | 17    | 0      | 3     |
| Universidad de Chile · Chile | Total club    | Total club    | 36    | 6      | 7     | 6                | 0                | 1                | 6                       | 0                       | 1                       | 48    | 6      | 9     |
| Total carrera                | Total carrera | Total carrera | 98    | 15     | 13    | 10               | 0                | 1                | 6                       | 0                       | 1                       | 114   | 15     | 15    |
| 1. 2.                        |               |               |       |        |       |                  |                  |                  |                         |                         |                         |       |        |       |

### Selecciones
| Selección      | Temporada     | Amistosos | Amistosos | Amistosos | Sudamérica | Sudamérica | Sudamérica | Mundial | Mundial | Mundial | Total | Total | Total  |
| Selección      | Temporada     | Part.     | Goles     | Asist.    | Part.      | Goles      | Asist.     | Part.   | Goles   | Asist.  | Part. | Goles | Asist. |
| -------------- | ------------- | --------- | --------- | --------- | ---------- | ---------- | ---------- | ------- | ------- | ------- | ----- | ----- | ------ |
| Sub-23 · Chile | 2023          | 1         | 0         | 0         | 5          | 2          | 0          | —       | —       | —       | 6     | 2     | 0      |
| Sub-23 · Chile | Total         | 1         | 0         | 0         | 5          | 2          | 0          | 0       | 0       | 0       | 6     | 2     | 0      |
| Adulta · Chile | 2023          | —         | —         | —         | 1          | 0          | 0          | —       | —       | —       | 1     | 0     | 0      |
| Adulta · Chile | Total         | 0         | 0         | 0         | 1          | 0          | 0          | 0       | 0       | 0       | 1     | 0     | 0      |
| Total carrera  | Total carrera | 1         | 1         | 0         | 6          | 2          | 0          | 0       | 0       | 0       | 7     | 2     | 0      |
| 1.             |               |           |           |           |            |            |            |         |         |         |       |       |        |

### Resumen estadístico
| Competición               | Partidos | Goles | Asistencias |
| ------------------------- | -------- | ----- | ----------- |
| Primera División de Chile | 50       | 10    | 4           |
| Primera B de Chile        | 30       | 3     | 5           |
| Copa Chile                | 6        | 0     | 0           |
| Selección sub-23          | 6        | 2     | 0           |
| Selección adulta          | 1        | 0     | 0           |
| Total                     | 93       | 15    | 9           |

## Palmarés

### Títulos nacionales
| Título     | Club                 | País  | Año  |
| ---------- | -------------------- | ----- | ---- |
| Copa Chile | Universidad de Chile | Chile | 2024 |